# Jordanita minutissima
Jordanita minutissima ist ein Schmetterling aus der Familie der Widderchen (Zygaenidae).

## Merkmale
Beide Geschlechter erreichen eine Vorderflügellänge von 6,5 bis 7,0 Millimeter. Kopf, Thorax, Beine und Abdomen schimmern goldgrün und sind dicht beschuppt, aber nicht behaart. Die Fühler bestehen aus 32 bis 38 Segmenten und sind sehr kurz. Sie haben einen dicken Schaft und sind an der Spitze lang gekämmt. Die Kämmung bildet einen spitzen Winkel zum Fühlerschaft und ist ohne optische Hilfsmittel kaum zu erkennen. Die Fühlerspitze ist abgestumpft. Der Fühlerschaft ist distal dicker. Bei den Weibchen sind die Fühler doppelt gesägt, distal ist die Zahnung etwas länger. Die Vorderflügeloberseite schimmert goldgrün, ist dicht beschuppt und leicht transluzent. Die Hinterflügeloberseite ist hellgrau und proximal leicht transluzent. Die Flügelunterseiten sind hellgrau und nicht mit glänzenden Schuppen versehen. 
Bei den Männchen besitzt der Aedeagus einen dreieckigen, spitz zulaufenden Cornutus. Das 8. Sternit des Abdomens ist halbmondförmig und bedeckt nur den vorderen Teil des Segments. Manchmal reicht es bis zum hinteren Rand. 
Das Ostium der Weibchen ist breit, das trichterförmige Antrum hat eine glatte Oberfläche und ist proximal stark sklerotisiert. Distal ist es gerieft und transluzent. Der Ductus bursae ist sehr kurz, leicht gebogen und transluzent. Das Corpus bursae ist eiförmig. Die Genitalien der Weibchen sind nahezu identisch mit denen von Jordanita algirica, aber kleiner.
Die dunkelgraue Raupe hat einen glänzend schwarzen Kopf, die Prothorakalplatte ist ebenfalls schwarz und läuft vorn spitz zu. Das Integument ist mit ein- oder mehrstachligen Tuberkeln versehen, die mit bloßem Auge betrachtet als schwarze Punkte erscheinen. Zwischen den graubraunen dorsalen und subdorsalen Warzen verläuft eine weißliche Wellenlinie. Die schwarzbraunen Warzen auf dem Rücken sind miteinander verschmolzen und dreieckig. Die Borsten sind weißlich grau.
Ei, Puppe und Kokon sind bisher unbeschrieben.

### Ähnliche Arten
Im Nordosten Algeriens kommt J. minutissima sympatrisch mit Jordanita algirica vor. Die ähnliche Art ist etwas größer und hat längere Fühler. Der Cornutus der Vesica ist nicht dreieckig, sondern harpunenartig und hat eine schlankere und längere Spitze. Das 8. Sternit bedeckt wie bei J. minutissima nur den vorderen Teil des Segments, es ist aber in Größe und Form variabel. Der hintere Rand hat meist die Form eines inversen "W". Bei den Weibchen gibt es keine genitalmorphologischen Unterschiede.
Jordanita carolae ist meist größer als J. minutissima. Die ähnliche Art hat längere Fühler, die bläuliche oder bläulich grüne Färbung des Körpers und der Vorderflügeloberseiten ist konstant. Der Cornutus der Vesica unterscheidet sich deutlich, er ist nicht dreieckig und nicht spitz. Das 8. Sternit ist trapezförmig und bedeckt das letzte Abdominalsegment. Die Weibchen können nur genitalmorphologisch unterschieden werden. Die Verbreitung von Jordanita carolae ist auf Gebiete des Atlasgebirges in Marokko beschränkt, in denen J. minutissima nicht vorkommt.

## Verbreitung
Jordanita minutissima ist in Algerien im Saharaatlas und im Massif de l'Aurès verbreitet.

## Biologie
Die Raupennahrungspflanze ist unbekannt. Es wird vermutet, dass J. minutissima wie alle anderen Arten der Untergattung Gregorita in Nordafrika an Färberdistel- (Carthamus) oder Kugeldistelarten (Echinops) lebt. Die Falter fliegen von Mai bis Juni.